# 世にも奇妙な物語 春の特別編 (1991年)
『世にも奇妙な物語 春の特別編』（よにもきみょうなものがたり はるのとくべつへん）は、1991年4月4日（木）19:00 - 20:54に放送されたオムニバスドラマ。

## 偶然やろ?
明石家さんまが、自分のそばを走ってきたバイクに「バイクころんだれや!」と思ったら本当にバイクがこけたという実体験を元に作られた作品。

### キャスト
- 秋山満夫：明石家さんま
- 秋山加奈子：未來貴子
- 斉藤満喜子
- 川嶋朋子
- 幸亜矢子
- 大林丈史
- 河野智是
- 椎名茂
- 加世幸市
- 船戸健行
- 塩原恒夫
- 岩尾康廷
- ジミー大西

### スタッフ
- 原案：杉本高文
- 脚本：戸田山雅司
- 演出：星護

## 朝まで生殺人

### キャスト
- 折井朝子 - 名取裕子
- 山田正子 - 渡辺えり子
- 石牧プロデューサー - 山崎大輔
- 坂田祥一郎
- 松井哲也
- 谷津勲
- 宮島りゅう子
- 花原照子
- 有本操
- 天現寺竜
- 木場彰一
- 蝦名肇
- 大沢ゆかり
- 大塚浩
- 青空球一

### スタッフ
- 脚本：中園ミホ
- 演出：星田良子

## 急患

### 概要
「踊る大捜査線」で知られる君塚良一が初めて書いたと言うホラー作品。放送から13年後の2003年に落合正幸監督の一部同じキャストで『感染』として映画化された。
この作品は、小堺一機が、君塚と落合に「エクソシスト3」の内容を興奮しながら話し、二人は映画を見ないまま、そのイメージをもとにして話し合い2、3日で脚本を書き上げたという。君塚によると、局面局面のショックを重視し、基本や常識を捨て、混乱は魅力としたと語っている。だが後に落合監督が映画を見てみると、小堺の話がかなり誇張されていたのに気付いたという。
なお、この作品に出演した佐野史郎は翌年に「ずっとあなたが好きだった」（TBS）で再び君塚と組むこととなり、自身が演じたマザコン男・冬彦役が大ヒットし、佐野の代表作となった。また佐野は映画『感染』にも続けて出演しており、役名は違えど今作と（微妙には異なるものの）同じような役柄を演じている。

### ストーリー
とある病院に運ばれてきた急患。
しかしその運ばれてきた急患は内臓は溶け、緑色の液体が体内から染み出していたのだった。
見たことのない症状に困惑する医師たち。そのときその患者のそばにいた看護師の身に異変が…。

### キャスト
- 七沢治郎：近藤真彦
- 森忠幸：佐野史郎
- 実相寺美枝：松本留美
- 竹田あつみ：荒井乃梨子
- 救急隊員：奥谷昭夫・津田卓也・神田正夫

### スタッフ
- 脚本：君塚良一
- 演出：落合正幸

## もう一人の花嫁

### キャスト
- 伊藤繭子 - 沢口靖子
- 美奈子 - 山下容莉枝
- 伊藤良雄 - 高島忠夫（特別出演）
- 文子 - ただのあっ子
- 若い頃の良雄 - 吉野泰右
- 少女の頃の繭子 - 笠原清美

### スタッフ
- 脚本：月島水樹
- 演出：鈴木雅之

## 夢を買う男

### キャスト
- 渡辺哲司 - 柳葉敏郎
- 渡辺篤子 - 石野真子
- 夢野龍彦 - 室田日出男
- 須永慶
- 黒之助
- 剣介
- 村瀬絵美
- 西本穀
- 山本恵美子
- 田村元治
- 橘家二三蔵
- 山中秀樹
- 伊藤大佑

### スタッフ
- 原作：ロバート・シェクリイ「夢売ります」（『幻想と怪奇1 仁賀克雄編』所収 / 早川書房）
- 脚本：林誠人
- 演出：松田秀知